# Bystra Gdańska
Bystra Gdańska – zlikwidowany przystanek osobowy w Bystrej, w gminie Pruszcz Gdański, w powiecie gdańskim, w województwie pomorskim. Położony był na linii kolejowej z Gdańska Wąskotorowego do Giemlic. Linia ta została otwarta w 1905 roku. W 1974 roku uległa likwidacji.